# Flotator

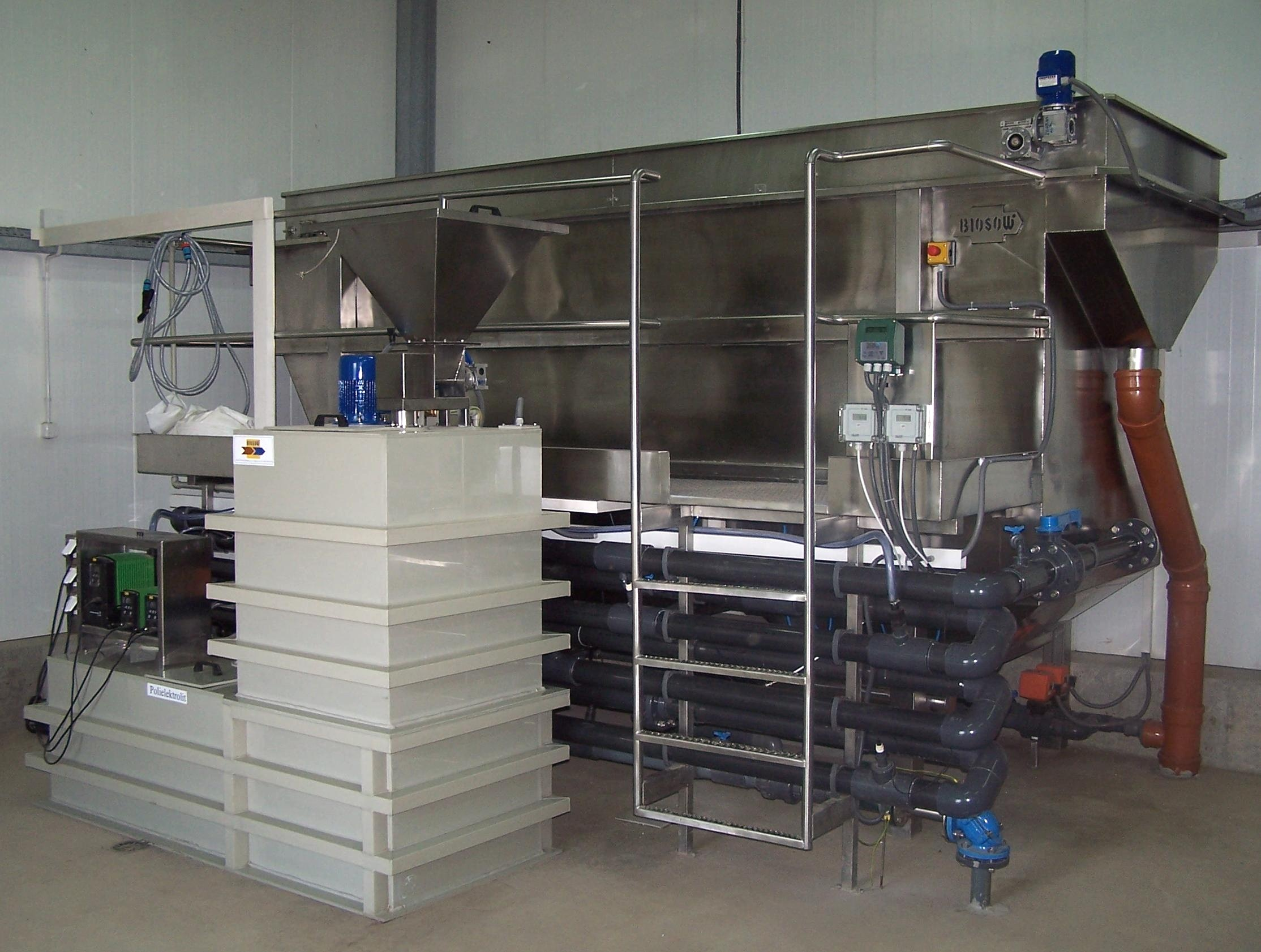
Polski flotator ciśnieniowy o wydajności 20 m³/h, widoczne również: stacja przygotowania flokulantu oraz flokulator rurowy

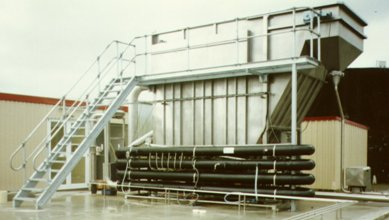
Flotator ciśnieniowy o wydajności 225 m³/h

Flotator – urządzenie służące wydzieleniu tłuszczów i olejów ze ścieków.
Zasada działania tych urządzeń polega na wykorzystaniu procesu wznoszenia tzw. flotacji. Każdy zbiornik, w którym następuje zmniejszenie prędkości przepływu ścieków, może pełnić rolę flotatora. Można je podzielić na: urządzenia działające bez udziału czynników wspomagających, określane potocznie jako łapacze lub separatory tłuszczów i olejów oraz odtłuszczacze napowietrzane. Odtłuszczacze mogą być budowane jako jednokomorowe i wielokomorowe, o przepływie poziomym lub pionowym.